# Йоаникій (Соколовський)
Йоаникій (офіційно Феодосій Семенович Соколовський, 24 березня 1889, село Мигалки, Радомисльський повіт, Київська губернія — 2 квітня 1938, Самара) — український релігійний діяч, єпископ Української Соборно-Єпископської Церкви, до 1925 року — єпископ тихонівської Російської православної церкви з титулом «Омський», а в Україні — заступник екзарха України Московської патріархії, керуючий Харківською, Катеринославською та Донецькою єпархіями тихонівської течії РПЦ.

## Життєпис
Народився 24 березня 1889 року в селі Мигалки Радомисльського повіту Київської губернії (нині Бородянського району Київської області) в сім'ї диякона.
Закінчив Київську духовну семінарію і Київську духовну академію зі ступенем кандидата богослов'я. Є відомості, що виконував душпастирські обов'язки при Катеринославському Свято-Тихвінському жіночому монастирі.
У 1916–1917 роках був військовим священником.
21 жовтня 1921 року хіротонізований на єпископа Бахмутського, вікарія Катеринославської єпархії.
На початку 1922 року тимчасово керував Катеринославською єпархією.
Приблизно восени 1922 року призначений Патріархом Тихоном тимчасово керуючим Харківською єпархією замість висланого єпископа Нафанаїла (Троїцького). Йоаникій заявляв, що активно боровся з обновленством, повернув в Патріаршу Церкву кількасот парафій в Харківської губернії, в області Війська Донського і в Таганрозькому окрузі. При цьому в Харкові у православних до 1924 року залишалося всього 3 діючі храми. Був возведений в сан архієпископа. Здобув популярність як яскравий проповідник.
28 грудня 1923 року Патріарх Тихон доручив Йоаникію тимчасове піклування православними парафіями Херсонсько-Одеської єпархії — якщо випаде можливість жити в ній.
У вересні 1924 року Тихон призначив керуючим Харківською єпархією єпископа Костянтина (Дякова), натомість Йоаникія в грудні того ж року перевів на Омську кафедру. Проте Йоаникій залишився в Харкові і згодом став архієпископом Катеринославським і Донецьким. 19 березня 1925 року Патріарх Тихон заборонив Йоаникію служити в Катеринославській і Харківській єпархіях.
4–5 червня 1925 року взяв участь в організованому Лубенським єпископом Феофілом Булдовським Всеукраїнському Церковному Соборі в Лубнах, де став одним із співорганізаторів. На соборі його затвердили «правлячим архієпископом Катеринославським і Донецьким і тимчасово керуючим Харківською єпархією». 
У 1927 перейшов у Григоріанську течію (Тимчасова вища церковна рада) і був призначений митрополитом Ульяновським замість Віссаріона (Зоріна). Не був радий своєму новому призначенню і часто покидав єпархію. У червні 1933 року подав прохання в ТВЦР про вихід за штат через хворобу.
Заарештований 17 жовтня 1937 року. 21 грудня трійкою НКВД по Куйбишевської області засуджений до розстрілу. Розстріляний 2 квітня 1938 року. Похований в Куйбишеві. Реабілітований у січні 1956 року.